# Linguistica

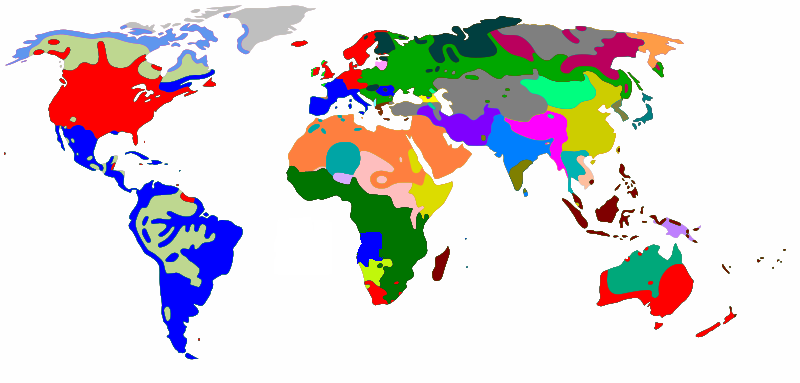
Mappa delle famiglie linguistiche nel mondo.

La linguistica è lo studio scientifico del linguaggio (capacità di tutti gli esseri umani di sviluppare un sistema di comunicazione che abbia determinate caratteristiche) e della lingua (forma specifica che il linguaggio assume nelle varie comunità). Esistono sei livelli d'analisi della lingua: fonetica (suoni del linguaggio verbale); fonologia (il sistema di suoni astratti di una lingua particolare); morfologia (struttura delle parole); sintassi (regole che governano la struttura delle frasi); semantica (significato); pragmatica (come il contesto d'uso contribuisce al significato). È una disciplina scientifica, in quanto si basa su approcci empirici e oggettivi. Un linguista è una persona specializzata in linguistica.

## Introduzione
La linguistica ha come scopo comprendere e definire le caratteristiche del linguaggio verbale umano (la facoltà mentale dell'uomo di comunicare attraverso una lingua) attraverso l'analisi delle lingue del mondo: un linguista indaga e descrive quindi le strutture delle lingue per capire come sono quest'ultime e cerca di spiegare perché queste sono come sono (e perché non sono in altro modo).
L'obiettivo di un linguista quindi non è quello di studiare le lingue per imparare a parlarle, cioè a comunicare con i parlanti di quelle lingue. La linguistica è una scienza empirica in quanto legata a fenomeni osservabili (foni e grafemi). Tali fenomeni non valgono però di per sé: essi vengono prodotti e compresi come fenomeni semiotici, in quanto rinviano ad altro da sé (per i filosofi medievali, aliquid stat pro aliquo, 'qualcosa sta per qualcos'altro').
Si parla di linguistica generale per evidenziare un approccio che mette a confronto lingue diverse e affinità e differenze tra esse. Denominazioni analoghe a "linguistica generale" sono "linguistica teorica", "linguistica sincronica", "linguistica descrittiva".

### Sincronia e diacronia
La linguistica indaga le lingue secondo due aspetti: quello sincronico e quello diacronico. Una lingua o, più in particolare, un fenomeno linguistico possono essere studiati nella loro evoluzione storica, ossia nel loro mutare nel tempo: tale approccio, nonché metodo di analisi linguistica, è chiamato diacronico. La linguistica storica è quella branca della linguistica che si occupa dello studio diacronico delle lingue. Quando invece si osserva e si analizza una lingua o una sua caratteristica in un preciso momento storico (sia esso presente o passato), senza interessarsi del suo aspetto diacronico, si conduce un'analisi sincronica. Quest'ultima è condotta dalla linguistica sincronica.
Ogni livello di una lingua (dalla fonologia alla semantica e alla pragmatica) può essere studiato sia sincronicamente che diacronicamente: ad esempio, è possibile studiare il sistema nominale del latino (ossia le declinazioni: quali sono e come sono strutturate) per come ci è stato conservato nei testi letterari di un determinato periodo (studio sincronico); oppure possiamo ricostruire i mutamenti che hanno portato al sistema nominale latino come lo osserviamo, seguendo la sua storia dal protoindoeuropeo fino al latino (studio diacronico).

### Discipline
La linguistica è un campo di ricerca ampio che include varie discipline, alcune delle quali collegate alle varie parti che compongono il sistema lingua. Le principali sottodiscipline della linguistica (che corrispondono in linea di massima ai livelli che compongono un sistema lingua) sono:
- la fonetica e la fonologia, che riguardano il sistema di suoni delle lingue;
- la morfologia, che studia la struttura interna delle parole;
- la sintassi, la quale si occupa della struttura delle frasi;
- la semantica, che interessa il significato;
- la pragmatica, che studia le proprietà degli atti comunicativi;
- la lessicologia, che studia il lessico di una data lingua.[7]

A seconda dei punti di vista dai quali il linguaggio viene studiato, è possibile inoltre distinguere altre sottodiscipline:
- la linguistica descrittiva, che si occupa di documentare e descrivere le lingue del mondo;
- la linguistica storica, che consiste nell'analizzare i fenomeni linguistici da un punto di vista storico;
- la sociolinguistica, la dialettologia, la geolinguistica e l'etnolinguistica, che si occupano dei vari aspetti sociali e di variazione geografica e dialettale;
- la psicolinguistica, la neurolinguistica e linguistica cognitiva, che si occupano delle caratteristiche psico-cognitive e neurologiche del linguaggio;
- la tipologia linguistica (o linguistica tipologica) e la linguistica comparata, il cui obiettivo primario è quello di confrontare le lingue del mondo e individuare le strutture ricorrenti e darne una spiegazione attraverso motivazioni funzionali;
- la linguistica applicata, la linguistica computazionale e la linguistica forense;
- la logopedia e la foniatria, che si occupano dei disturbi e patologie legati al linguaggio.[7]

## Teorie linguistiche

### Approcci

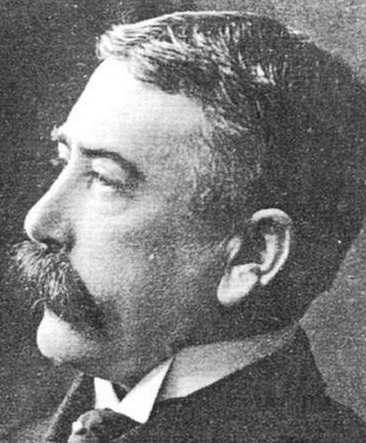
Ferdinand de Saussure, che proponeva la linguistica generale come lo studio della lingua come un sistema equilibrato di significato e forma.

#### Umanistici
Il principio fondamentale della linguistica umanistica è che la lingua è un'invenzione creata dalle persone. Una tradizione semiotica della ricerca linguistica considera il linguaggio come un sistema di segni che nasce dall'interazione del significato e della forma. L'organizzazione delle strutture linguistiche è considerata computazionale. La linguistica è essenzialmente vista come relativa alle scienze sociali e culturali perché lingue diverse sono modellate nell'interazione sociale dalla comunità linguistica. Le scuole di pensiero che rappresentano la visione umanistica del linguaggio includono, tra gli altri, la linguistica strutturale.
Analisi strutturale significa sezionare ogni strato: fonetico, morfologico, sintattico e discorso, alle unità più piccole. Questi sono raccolti in inventari (ad es. fonema, morfema, classi lessicali, tipi di frase) per studiarne l'interconnessione all'interno di una gerarchia di strutture e strati. L'analisi funzionale aggiunge all'analisi strutturale l'assegnazione di ruoli semantici e altri ruoli funzionali che ciascuna unità può avere. Ad esempio, un sintagma nominale può funzionare come soggetto o oggetto grammaticale della frase, o come agente o paziente semantico.
La linguistica funzionale, o grammatica funzionale, è una branca della linguistica strutturale. Nel contesto umanistico, i termini strutturalismo e funzionalismo sono legati al loro significato in altre scienze umane. La differenza tra strutturalismo formale e funzionale sta nella loro risposta alla domanda perché le lingue hanno le proprietà che hanno. La spiegazione funzionale implica l'idea che il linguaggio sia uno strumento per la comunicazione, o che la comunicazione sia la funzione primaria del linguaggio. Le forme linguistiche vengono di conseguenza spiegate in relazione al loro valore funzionale, o utilità. Altri approcci strutturalisti assumono la prospettiva che la forma derivi dai meccanismi interni del sistema linguistico bilaterale e multistrato.

#### Biologici
Approcci come la linguistica cognitiva e la grammatica generativa studiano la cognizione linguistica con l'obiettivo di scoprire le basi biologiche del linguaggio. Nella grammatica generativa si sostiene che queste basi derivino da una conoscenza grammaticale innata. Pertanto, una delle preoccupazioni centrali dell'approccio è scoprire quali aspetti della conoscenza linguistica sono genetici.
La linguistica cognitiva, al contrario, rifiuta la nozione di grammatica innata e studia come la mente umana crea costruzioni linguistiche da schemi di eventi e l'impatto dei vincoli e dei pregiudizi cognitivi sul linguaggio umano. Analogamente alla programmazione neurolinguistica, il linguaggio viene avvicinato attraverso i sensi. I linguisti cognitivi studiano l'incarnazione della conoscenza cercando espressioni che si riferiscano a schemi sensomotori.
Un approccio strettamente correlato è la linguistica evolutiva che include lo studio delle unità linguistiche come replicatori culturali. È possibile studiare come il linguaggio si replica e si adatta alla mente dell'individuo o della comunità linguistica. La grammatica delle costruzioni è un framework che applica il concetto di meme allo studio della sintassi.
L'approccio generativo e l'approccio evolutivo sono talvolta chiamati formalismo e funzionalismo. Questo riferimento è tuttavia diverso dall'uso dei termini nelle scienze umane.

### Teorie descrittive ed esplicative
Una seconda tipologia di classificazione, parallela alla precedente è stata proposta, ed è quella secondo la quale le teorie linguistiche sono divisibili in teorie descrittive e teorie esplicative. Le teorie descrittive sono teorie che riguardano la descrizione delle lingue, cioè come sono strutturate le lingue. Diversamente, le teorie esplicative sono teorie che spiegano perché le lingue sono in un modo piuttosto che un altro. Descrizione e spiegazione sono quindi intese come due concetti separati, al contrario di quanto generalmente affermato dalle teorie generative: secondo queste infatti, una teoria può e deve essere descrittiva e al contempo permettere di spiegare i fenomeni considerati.
Secondo questa visione, non è possibile concepire una "linguistica teorica" in opposizione ad una "linguistica descrittiva", dato che la distinzione non è appunto tra "teorico" e "ateorico/descrittivo", bensì tra descrittivo ed esplicativo. In altre parole, la descrizione non potrà mai essere "ateorica", ma dovrà necessariamente rifarsi ad una teoria (di tipo descrittivo).

### Universalismo e particolarismo categoriale
Le teorie linguistiche possono essere ulteriormente suddivise a seconda di come concepiscono le categorie linguistiche delle lingue. Le teorie che affermano l'universalismo categoriale si propongono di individuare categorie universali, pertinenti a tutte le lingue, e spiegarne le caratteristiche: per esempio, cercano di individuare la categoria «passivo» in tutte le lingue del mondo, osservandone il comportamento e definendone delle caratteristiche universali che permettano il riconoscimento della categoria stessa in tutte le lingue osservate. Le teorie che invece seguono il particolarismo categoriale sostengono che ogni lingua possegga le sue categorie (di qui il termine «particolarismo») e che non sia possibile equiparare una categoria di una lingua con la stessa di un'altra lingua.

## Storia della linguistica

### L'Ottocento
L’inizio della ‘linguistica moderna’ si colloca nei primi decenni del XIX secolo, dopo la scoperta di alcune lingue che presentavano delle somiglianze notevoli nonostante fossero molto distanti geograficamente, temporalmente e culturalmente. Per spiegare ciò si pensò che in passato esistesse una lingua madre da cui tutte queste lingue derivarono. Le lingue prese in esame erano il sanscrito, il greco, il latino, e altre ancora, appartenenti alla famiglia indoeuropea; in seguito, si scoprì che la stessa situazione si presentava per altre lingue del mondo e si individuarono altre famiglie linguistiche: sino-tibetana, austronesiana, afroasiatica, niger-congo, dravidica. Attraverso lo studio delle singole lingue di una stessa famiglia nel tempo, si scoprì il carattere ‘naturale’ del linguaggio che comporta due aspetti: il primo è che il mutamento linguistico è un fenomeno universale, ogni lingua cambia nel tempo sia a livello sintattico che fonologico che lessicale; il secondo aspetto è che le lingue mutano in modo regolare, tanto che fu possibile descrivere il mutamento linguistico, specialmente quello fonologico, in termini di ‘leggi’, ossia generalizzazioni esplicite, un po’ come si fa per il mondo fisico. Pertanto, la riflessione linguistica entrò nell’ambito “scientifico”, e perciò divenne soggetto al criterio di verificabilità empirica. Questa corrente linguistica, denominata ‘Grammatica comparata’, fu dominante per tutto il XIX secolo e per gran parte della prima metà del XX. Tra gli esponenti più significativi di questo periodo emergono Rasmus Rask e Franz Bopp.

### Il Novecento
Già nell'ottobre del 1913, lo studio della linguistica si avvalse di testi postumi del linguista e semiologo svizzero Ferdinand de Saussure, deceduto appena pochi mesi prima.

Dopo la morte di De Saussure, si prese in considerazione l’importanza dei suoi studi sulla linguistica, tanto che con la pubblicazione postuma del Cours de linguistique générale, pubblicato nel 1916 dai suoi allievi della Scuola di Ginevra, si dimostrò che era possibile studiare le lingue anche dal punto di vista sincronico, ovvero come sistemi esistenti di un dato momento, dando importanza allo studio delle lingue non soltanto come riflesso storico.

Lo studio influenzò notevolmente la grammatica del tempo, dimostrando che la grammatica tradizionale, denominata allora come strutturalista, e modellata in gran parte sul latino, non era in grado di spiegare le categorie morfo-sintattiche che presentavano lingue esotiche e gli elementi con gli ordini di frase inediti. Perciò i linguisti iniziarono a sperare di ottenere l’elaborazione di metodi descrittivi per trasformare i dati in grammatiche. Questa corrente di studi non produsse risultati significativi nello studio della sintassi ad eccezione della ‘Grammatica valenziale’ di Lucien Tesnière. La novità è che il verbo sia il centro della frase, in quanto ogni verbo seleziona un numero di partecipanti a ciascuno dei quali assegna un ruolo diverso nell’azione che esprime. Da qui la distinzione tra elementi necessari per dare a una frase ‘un senso compiuto’ e cioè gli attori selezionati dal verbo, e gli elementi accessori, indipendenti dal verbo e facoltativi, che hanno la funzione di modificare un altro elemento della frase. Va aggiunto, però, che Tesnière concepiva la sua grammatica come olistica, ritenendo che si potesse fare a meno di tutte le altre categorie sintattiche, come le funzioni grammaticali di soggetto o oggetto.
In Russia, nuove metodologie si affermarono sulla base di rivoluzionarie ricerche condotte da L. V.  Scerba (1880-1944), il quale, a differenza di De Saussure, riconobbe tre anziché due oggetti di studio: l'attività linguistica, i sistemi linguistici e i materiali linguistici. Puntò l'accento sulla capacità del parlante di produrre frasi mai udite prima: una questione che, da allora, acquisì ulteriore importanza nel divenire della linguistica della seconda metà del XX Secolo. Classico, il suo Dictionnaire russe-francais. Tra i suoi articoli, una speciale menzione va data a quello dal titolo Sul triplice aspetto dei fenomeni linguistici e sull'esperimento in campo glottologico (edito nel 1931), del quale si occupò criticamente anche il filologo sovietico Viktor Vladimirovic Vinogradov.   
Nel 1957 il linguista americano Noam Chomsky pubblicò un libretto intitolato Syntactic Structures  (‘Le strutture della sintassi’) che rivoluzionò il settore della sintassi. Egli dimostrò che una grammatica per essere adeguata deve rispecchiare la proprietà fondamentale della sintassi delle lingue naturali, la creatività, ovvero la capacità di produrre un numero infinito di frasi da un numero finito di parole. Questo significa che la grammatica deve disporre di regole con le seguenti caratteristiche: ricorsività e contestualità. La sintassi generativa si può suddividere in tre fasi:
1. nella prima fase la sintassi generativa produsse delle descrizioni molto dettagliate delle regole sintattiche di varie lingue, a cominciare dall’inglese;
2. nella seconda fase, cominciata sul finire degli anni ’70, ci si è soffermati su come il bambino disporrebbe già alla nascita di un istinto che gli consente di apprendere qualsiasi lingua umana; questo istinto, a sua volta, implica che debba esistere una grammatica universale a tutte le lingue umane, vale a dire un tema comune di cui ciascuna lingua umana è una variazione;
3. nella terza fase, cominciata poco prima della metà degli anni ’90 e tuttora in corso, si evidenzia il tentativo di risolvere quello che potrebbe essere denominato il ‘Problema di Darwin’: come si può derivare la Grammatica Universale in termini evolutivi?